# Liste von Namen tschechoslowakischer, tschechischer und slowakischer Eisenbahnfahrzeuge
Diese Liste nennt die Namen tschechoslowakischer, tschechischer und slowakischer Eisenbahnfahrzeuge.

## Allgemeines
Im tschechoslowakischen und posttschechoslowakischen Kulturkreis war und ist es üblich, jedoch nicht zwingend, dass Lokomotiv- und Triebwagenbaureihen zusätzlich zu den offiziellen Reihenbezeichnungen auch Namen erhielten. Die Namenszuweisung entstand häufig im Kreis von Eisenbahnbediensteten oder in der Gesamtbevölkerung, teilweise handelt es sich um offiziöse Bezeichnungen von Herstellern oder Bahnunternehmen.
Die Namen standen oft mit optischen, akustischen oder sonstigen Eigenheiten im Zusammenhang und werden sowohl im Sprachgebrauch, aber auch in der Literatur verwendet. Dort, wo Baureihen auch Namen erhielten, waren diese sowohl im behandelten geografischen Raum, im eingeschränkten Maß auch im deutschsprachigen Kulturkreis, oft populärer als die offiziellen Reihenbezeichnungen. Bis 1988 nutzten die ČSD das Baureihenschema von Kryšpín, dann erhielten die Triebfahrzeuge sechsstellige EDV-Nummern mit zusätzlicher Selbstkontrollziffer ohne Buchstabenzusätze.

## Elektrische Lokomotiven
| Bild    | Baureihe (UIC-Schema)         | Baureihe (altes ČSD-Schema) | Bezeichnung (tschechisch/slowakisch)                                                                | Bezeichnung (deutsch)                                                                                     | Erklärung |
| ------- | ----------------------------- | --------------------------- | --------------------------------------------------------------------------------------------------- | --- | --- |
|         | 100                           | E 422.0                     | - Bobinka - Malá bobina - Kapesní bobina                                                            | - Bobinka - Kleine Bobina - Taschenbobina                                                                 | - Diminutiv von Bobina, phonetisch abgeleitet von der Achsfolge Bo’Bo’ - aufgrund der Abmessungen im Vergleich zur BR 140, Alternativ wird Bobinka auch als Diminutiv zum spanischen Bobina Spule erklärt. |
|         | 110                           | E 458.0                     | Žehlička                                                                                            | Bügeleisen, Eiserne                                                                                       | aufgrund der äußeren Form und der Bestimmung für den Rangierdienst (d. h. sie fährt ständig von einem Ende des Bahnhofs zum anderen) |
|         | 111                           | E 458.1                     | - Žehlička - Tyristorka - Pomeranč                                                                  | - Bügeleisen, Eiserne - Die mit Thyristoren - (Die) Orange                                                | - Aufgrund der Kastenform - Aufgrund der verwendeten Halbleitertechnik - Aufgrund der orangen Farbgebung |
|         | 113                           | E 426.0                     | Žehlička                                                                                            | Bügeleisen, Eiserne                                                                                       | aufgrund der äußeren Form und der Bestimmung für den Rangierdienst (d. h. sie fährt ständig von einem Ende des Bahnhofs zum anderen) |
|         | 121                           | E 469.1                     | - Kostitřas z Ústí - Skúter                                                                         | - Der Knochenschüttler von Aussig (Ústí n. L.) - Scooter                                                  | - aufgrund der Erschütterungen im Fahrbetrieb und des Einsatzbereichs Aussig an der Elbe (Ústí nad Labem) - slowakische Bezeichnung aufgrund des Fahrgeräusches |
|         | 122                           | E 469.2                     | - Ústecká dvojka - Uhelka                                                                           | - (Die) Aussiger Zweier - Kohleschaufel                                                                   | - Aufgrund des Einsatzbereiches Ústí n. L. und der Unterbaureihe .2 - Wegen des Einsatzes vor Kohlezügen |
|         | 123                           | E 469.3                     | - Trojka - Uhelka                                                                                   | - Dreier - Kohleschaufel                                                                                  | - aufgrund der Unterbaureihe .3 - wegen des Einsatzes vor Kohlezügen |
|         | 125.8                         | E 469.5                     | - Staré dvojče - Širokorozchodná dvojička - Šrotka                                                  | - Alter Zwilling - Breitspuriger Zwilling - Šrotka                                                        | - zur Unterscheidung von der neueren Baureihe 131 - Wegen des Einsatzes auf der Breitspur-Strecke Uschhorod–Haniska - feminine Verballhornung von breit (široko), etwa "Die Breite" |
|         | 130                           | E 479.0                     | - Hrbatá - Velbloud - Fousatý                                                                       | - (Die) Buckelige - Kamel - (Der) Bärtige                                                                 | - Wegen der höckerförmigen Dachhaube für die Anfahrwiderstände - Wegen der höckerförmigen Dachhaube für die Anfahrwiderstände - aufgrund der Platzierung der Fahrzeugnummer über den unteren Signallampen |
|         | 131                           | E 479.1                     | Dvojče (Dvojička)                                                                                   | Zwilling                                                                                                  | Doppellokomotive |
|         | 140                           | E 499.0                     | Bobina (nulka)                                                                                      | (nuller) Bobina                                                                                           | Phonetisch abgeleitet von der Achsfolge Bo’Bo’ und der Unterbaureihe .0 |
|         | 141                           | E 499.1                     | Bobina (jednička)                                                                                   | (einser) Bobina                                                                                           | Phonetisch abgeleitet von der Achsfolge Bo’Bo’ und der Unterbaureihe .1 |
|         | 150                           | E 499.2                     | - Banán - Gorila - Potkan - Pražská dvojka - Krysa                                                  | - Banane - Gorilla - Wanderratte - (Die) Prager Zweier - Ratte                                            | - wegen der gelben Farbe der Lokomotive - wegen der Leistungsstärke dieser Baureihe - wegen der Gestaltung der Fahrzeugfront, die an die Schnauze einer Ratte erinnert - aufgrund der Unterbaureihe .2 - wegen der Gestaltung der Fahrzeugfront, die an die Schnauze einer Ratte erinnert |
|         | 151                           | —                           | - Banán - Gorila - Potkan - Krysa                                                                   | - Banane - Gorilla - Wanderratte - Ratte                                                                  | - wegen der gelben Farbe der Lokomotive - wegen der Leistungsstärke dieser Baureihe - wegen der Gestaltung der Fahrzeugfront, die an die Schnauze einer Ratte erinnert - wegen der Gestaltung der Fahrzeugfront, die an die Schnauze einer Ratte erinnert |
|         | 162                           | —                           | - Patriot - Rychlý Pershing (Peršing) - Peršan                                                      | - Patriot - Schneller Pershing - Persier                                                                  | - benannt nach dem Flugabwehrraketen-System MIM-104 Patriot - schnellere Ausführung der Baureihe 163 mit Verweis auf ein NATO-Kampfmittel - Verballhornung von Pershing |
|         | 163                           | E 499.3                     | - Pershing (Peršing) - Peršan                                                                       | - Pershing - Persier                                                                                      | - aufgrund der anfänglichen Unzuverlässigkeit, als die Lokomotiven einen „schnellen Start und eine kurze Reichweite“ hatten, wie die zu dieser Zeit in Westeuropa stationierten Pershing II-Mittelstreckenraketen - Verballhornung von Pershing |
|         | 169                           | E 499.5                     | Asynchronka, Asynchron                                                                              | Die Asynchrone                                                                                            | aufgrund des verwendeten Fahrmotor-Typs |
|         | 180                           | E 669.0                     | - Albatros - Šestikolák nulka                                                                       | - Albatros - Der (nuller) Sechsrädrige                                                                    | - Da sie die ČSD-Dampflokbaureihe 498.0 mit Spitznamen Albatros ersetze - Wegen der sechsachsigen Bauart und der Unterbaureihe .0 |
| E 699.0 | 180                           |                             | - Albatros - Šestikolák nulka                                                                       | - Albatros - Der (nuller) Sechsrädrige                                                                    | - Da sie die ČSD-Dampflokbaureihe 498.0 mit Spitznamen Albatros ersetze - Wegen der sechsachsigen Bauart und der Unterbaureihe .0 |
|         | 181                           | E 669.1                     | - Cecilka - Šestikolák / Šestikolo                                                                  | - Cäcilie - Der Sechsrädrige                                                                              | - Phonetisch abgeleitet von der Achsfolge Co’Co’ - Wegen der sechsachsigen Bauart |
|         | 182                           | E 669.2                     | - Cecilka - Šestikolák / Šestikolo                                                                  | - Cäcilie - Der / Das Sechsrädrige                                                                        | - Phonetisch abgeleitet von der Achsfolge Co’Co’ - Wegen der sechsachsigen Bauart |
|         | 183                           | E 669.3                     | - Šestikolák / Šestikolo - Rakaňa                                                                   | - Der / Das Sechsrädrige - Die Kröte                                                                      | - Wegen der sechsachsigen Bauart - ostslowakische Bezeichnung wegen des Klanges der akustischen Signaleinrichtung |
|         | 184                           | —                           | - Tušimický šestikolák - Donáto                                                                     | - Der Sechsrädrige aus Tušimice - Donáto                                                                  | - in Bezug auf den Einsatz im Gleisanschluss Kadaň–Tušimice - Akronym, abgeleitet vom Einsatzgebiet Tagebau Nástup–Tušimice (Doly Nástup Tušimice) |
|         | 210                           | S 458.0                     | - Žehlička - Jezevec                                                                                | - Bügeleisen oder Eiserne - Dachs                                                                         | - in Bezug auf die Bauform und den Einsatz im Rangierdienst - in Bezug auf die Streifen in der Lackierung |
|         | 230                           | S 489.0                     | Laminátka, Lamino                                                                                   | Die aus Laminat gemachte / Lamino                                                                         | in Bezug auf das Baumaterial des Lokomotivkastens |
|         | 240                           | S 499.0                     | Laminátka, Lamino                                                                                   | Die aus Laminat gemachte / Lamino                                                                         | in Bezug auf das Baumaterial des Lokomotivkastens |
| S 499.1 | 240                           |                             | Laminátka, Lamino                                                                                   | Die aus Laminat gemachte / Lamino                                                                         | in Bezug auf das Baumaterial des Lokomotivkastens |
|         | 242                           | S 499.02                    | - Plecháč - Plechovka                                                                               | - Blechtopf - Blechbüchse, Blechdose                                                                      | In Bezug auf den aus Blech gefertigten Lokomotivkasten |
|         | 263                           | S 499.2                     | Princezna                                                                                           | Prinzessin                                                                                                | aufgrund des ansprechenden Aussehens |
|         | 280                           | S 699.0                     | - Velká Laminátka - Lamino                                                                          | - Die Große aus Laminat gemachte - Lamino                                                                 | in Bezug auf das Baumaterial des Lokomotivkastens und der Ausmaße |
|         | 340                           | —                           | - (Modrá) Laminátka - Lamino                                                                        | - (Die Blaue) aus Laminat gemachte - Lamino                                                               | in Bezug auf die typische blaue Lackierung tschechischer Zweisystemlokomotiven und das Baumaterial des Lokomotivkastens |
|         | 350                           | ES 499.0                    | - Gorila - Krysa - Vysavač - Škodovácké zlato                                                       | - Gorilla - Ratte - Staubsauger - Die Goldene von Škoda                                                   | - aufgrund der hohen Leistung der Baureihe - wegen der Gestaltung der Fahrzeugfront, die an die Schnauze einer Ratte erinnert - nach dem Lüftergeräusch beim Anfahren - zu dieser Zeit die stärkste und schnellste Lokomotive von Škoda |
|         | 362                           | —                           | (Rychlé) Eso                                                                                        | (Schnelles) Ass                                                                                           | aufgrund der früheren, mit ES beginnenden Baureihenbezeichnung, aber auch wegen ihrer Zuverlässigkeit und allgemein guten Eigenschaften |
|         | 363                           | ES 499.1                    | - Princezna - Eso                                                                                   | - Prinzessin - Ass                                                                                        | - nach einem Zeitungsartikel, in dem die Lokomotive begeistert beschrieben worden war - aufgrund der früheren, mit ES beginnenden Baureihenbezeichnung, aber auch wegen ihrer Zuverlässigkeit und allgemein guten Eigenschaften |
|         | 363.5                         | —                           | - (Nákladní) Eso - Pětkové Eso                                                                      | - (Güter-) Ass - Fünfer Ass                                                                               | - aufgrund der früheren, mit ES beginnenden Baureihenbezeichnung - aufgrund des vorrangigen Einsatzes im Güterverkehr und der Unterbaureihe .5 |
|         | 365                           | —                           | Belgičanka                                                                                          | Belgierin                                                                                                 | nach dem Produktionsland Belgien |
|         | 371                           | —                           | Turbobastard                                                                                        | Turbobastard                                                                                              | wegen der höheren Endgeschwindigkeit im Vergleich zur BR 372 und der der Herstellung durch Škoda und den LEW Hennigsdorf |
|         | 372                           | 372                         | Bastard                                                                                             | Bastard                                                                                                   | wegen der Herstellung durch Škoda und den LEW Hennigsdorf |
|         | 380                           | —                           | - Emil Zátopek - Messerschmitt - Zázrak - Vana - Vlnitý plech - Porsche (Porše) - Svářečka - Mrazák | - Emil Zátopek - Messerschmitt - Wunder - Badewanne - Wellblech - Porsche - Schweißgerät - Gefrierschrank | - nach dem bekannten Laufsportler Emil Zátopek – offizieller Name von Škoda und ČD - aufgrund der Nähe der internen Herstellerbezeichnung 109E zu Bf 109, diese war ein deutsches Jagdflugzeug des dritten Reiches - aufgrund der als besonders angesehenen Leistungsmerkmale (mitunter auch ironisch gemeint) - aufgrund einer angenommenen Ähnlichkeit mit einer umgekehrten Badewanne - aufgrund der an Wellblech erinnernden Seitenflächen - nach dem beauftragten Designstudio - nach dem Betriebsgeräusch beim Anfahren - Analogie des Fahrgeräusches zum Betriebsgeräusch eines Gefrierschrankes |
|         | 383                           | —                           | - Garfield - Vectron - Větroň                                                                       | - Garfield - Vectron - Segelflugzeug                                                                      | - aufgrund der gelben Farbe, die die Lokomotive beim Betreiber RegioJet trug. Garfield steht hier für eine gelbe Katze aus einer populären Comicserie - offizieller Herstellername - phonetische Ähnlichkeit zu Vectron sowie aufgrund der Übereinstimmung einer weitgehend lautlosen Bewegung bei Vectrons und Segelflugzeugen |
|         | Siemens ES64U2 Siemens ES64U4 | —                           | (Taurus)                                                                                            | (Taurus)                                                                                                  | offizielle Herstellerbezeichnung von Siemens. |

## Elektrotriebwagen
| Bild                                   | Baureihe (UIC-Schema)              | Baureihe (altes ČSD-Schema) | Bezeichnung (tschechisch/slowakisch)                                                                | Bezeichnung (deutsch) | Erklärung |
| -------------------------------------- | ---------------------------------- | --------------------------- | --------------------------------------------------------------------------------------------------- | --- | --- |
|                                        | 405.95                             | EMU 29.0                    | - Zubačka - Švýcarka                                                                                | - (Die) Zahnrädrige - Schweizerin | - in Bezug zur Zugkraftübertragung per Zahnrad - in Bezug auf das Herstellerland Schweiz |
|                                        | 411.9                              | EMU 46.0                    | Električka                                                                                          | (Die) Elektrische | In Bezug auf die Straßenbahnähnlichkeit |
| EMU 46.1                               | 411.9                              |                             | Električka                                                                                          | (Die) Elektrische | In Bezug auf die Straßenbahnähnlichkeit |
|                                        | 420.95                             | EMU 89.0                    | - Električka - Trojče                                                                               | - (Die) Elektrische - Drilling | - In Bezug auf die Straßenbahnähnlichkeit - dreiteilige Gelenkwagen |
|                                        | 425.95                             | —                           | - Barónka - Tetrapak - Težka                                                                        | - Baronin - Tetra-Pak - Die mit der Tež in Zusammenhang stehende                                                                                           | - aufgrund einer optischen Ähnlichkeit zu einer adligen Frau mit hochgesteckten Haaren und Lorgnon - aufgrund der quaderförmigen Bauart - abgeleitet vom Einsatzgebiet Elektrische Tatrabahn (Tatranské elektrické železnice) |
|                                        |                                    | M 400                       | - Elinka                                                                                            | - Die Elektrische (Wortspiel) | [ 5 ] |
|                                        | 451                                | EM 475.1                    | - Pantograf - Panťák - Lochneska - Žabotlam - CityFrog - Frogolíno - Cukajdó - Žába, Žabák - Emilka | - Pantograf - Der mit dem Pantografen - Die aus Loch Ness kommende - Froschmaul - CityFrog - Frogolíno - Cukajdó - Frosch, Frosch-Männchen - kleine Emilia | - Dachstromabnehmer - expressiv für Dachstromabnehmer - Anspielung auf eine vermeintliche Ähnlichkeit mit einem „Ungeheuer“ - aufgrund der vermeintlichen Ähnlichkeit der Fahrzeugfront zu diesem Tier - Parodie auf die offizielle Bezeichnung CityElefant - Kleiner Frosch - Phonetische Ähnlichkeit zu Hokkaido und Anspielung auf japanische Hochgeschwindigkeitszüge - aufgrund der vermeintlichen Ähnlichkeit der Fahrzeugfront zu diesem Tier - in Bezug auf den Buchstaben E der alten Baureihenbezeichnung                                                                                  |
|                                        | 452                                | EM 475.2                    | - Pantograf - Panťák - Lochneska - Žabotlam - CityFrog - Frogolíno - Cukajdó - Žába, Žabák - Emilka | - Pantograf - Der mit dem Pantografen - Die aus Loch Ness kommende - Froschmaul - CityFrog - Frogolíno - Cukajdó - Frosch, Frosch-Männchen - kleine Emilia | - Dachstromabnehmer - expressiv für Dachstromabnehmer - Anspielung auf eine vermeintliche Ähnlichkeit mit einem „Ungeheuer“ - aufgrund der vermeintlichen Ähnlichkeit der Fahrzeugfront zu diesem Tier - Parodie auf die offizielle Bezeichnung CityElefant - Kleiner Frosch - Phonetische Ähnlichkeit zu Hokkaido und Anspielung auf japanische Hochgeschwindigkeitszüge - aufgrund der vermeintlichen Ähnlichkeit der Fahrzeugfront zu diesem Tier - in Bezug auf den Buchstaben E der alten Baureihenbezeichnung                                                                                  |
|                                        | 460                                | EM 488.0                    | - Pantograf - Panťák - Tornádo - Šedý vlk                                                           | - Pantograf - Der mit dem Pantografen - Tornado - Grauer Wolf                                                                                              | - Dachstromabnehmer - expressiv für Dachstromabnehmer - nach dem Fahrtgeräusch - Nur bei der Einheit 560 027/028 in Bezug auf die graue Lackierung |
|                                        | 560                                | SM 488.0                    | - Pantograf - Panťák - Tornádo - Šedý vlk                                                           | - Pantograf - Der mit dem Pantografen - Tornado - Grauer Wolf                                                                                              | - Dachstromabnehmer - expressiv für Dachstromabnehmer - nach dem Fahrtgeräusch - Nur bei der Einheit 560 027/028 in Bezug auf die graue Lackierung |
|                                        | 470                                | EM 496.0                    | - Zelené/Modré patro - Kraken - Uršula - Staré patro                                                | - Grüner/blauer Doppelstöcker (Dosto) - Krake - Ursula - Alter Doppelstöcker (Dosto)                                                                       | - entsprechend der doppelstöckigen Konstruktion und der zwei Farbvarianten - für blaue Einheiten - für grüne Einheiten - zur Abgrenzung von der neueren Baureihe 471 |
|                                        | 471                                | —                           | - CityElefant - Ešus - Hliník - Ledovec - Nové patro                                                | - CityElefant - Campinggeschirr / Feldgeschirr - Aluminium - Gletscher - Neuer Doppelstöcker (Dosto)                                                       | - offizieller Name seitens ČD - aufgrund des gleichen Materials und der Anzahl der Teile – Aluminium und dreiteilig - aufgrund des verwendeten Materials - wegen seiner Höhe, Farbe (nur Fahrzeuge der 1. Bauserie) und Form - zur Abgrenzung von der älteren Baureihe 470 |
|                                        | Leo Express 480                    | —                           | - Černá Puma - Flirt - Tramvaj - Paštika - Štádler                                                  | - Schwarzer Puma - Flirt - Tramway - Pastete - Stadler | - Offizielle Bezeichnung, aufgrund der Kopfform und der Farbe - Offizieller Herstellername, steht für Flinker Leichter Innovativer Regional Triebwagen - Aufgrund einer vermeintlichen Ähnlichkeit zu einem Straßenbahnwagen - Diese Triebwageneinheit wird vom privaten Bahnunternehmen Leo Express betrieben. In Anspielung auf dessen Eigentümer Leoš Novotný, dessen Familie auch das Unternehmen Hamé, einem Hersteller von Pasteten, gehörte - tschechisierte Schreibweise des Herstellers Stadler                                                                                             |
|                                        | 440 (440+442+441)                  | —                           | - RegioPanter - Harmonika - Metro, Hradubické metro - Popelnice                                     | - RegioPanter - Harmonika - Metro, Metro aus Hradubice - Mülltonne                                                                                         | - offizielle Bezeichnung der ČD - wegen einer angenommenen Ähnlichkeit des Fahrzeugkastens zu einem Akkordeon - wegen Beschleunigung und Fahrgeräusch sowie nach dem Herstellungsort - wegen einer angenommenen Ähnlichkeit des Fahrzeugkastens zu einer Mülltonne |
| 640 (640+642+641)                      |                                    | —                           | - RegioPanter - Harmonika - Metro, Hradubické metro - Popelnice                                     | - RegioPanter - Harmonika - Metro, Metro aus Hradubice - Mülltonne                                                                                         | - offizielle Bezeichnung der ČD - wegen einer angenommenen Ähnlichkeit des Fahrzeugkastens zu einem Akkordeon - wegen Beschleunigung und Fahrgeräusch sowie nach dem Herstellungsort - wegen einer angenommenen Ähnlichkeit des Fahrzeugkastens zu einer Mülltonne |
| 650 (650+651)                          |                                    | —                           | - RegioPanter - Harmonika - Metro, Hradubické metro - Popelnice                                     | - RegioPanter - Harmonika - Metro, Metro aus Hradubice - Mülltonne                                                                                         | - offizielle Bezeichnung der ČD - wegen einer angenommenen Ähnlichkeit des Fahrzeugkastens zu einem Akkordeon - wegen Beschleunigung und Fahrgeräusch sowie nach dem Herstellungsort - wegen einer angenommenen Ähnlichkeit des Fahrzeugkastens zu einer Mülltonne |
|                                        | 660.0 (660.0+662.0+ 661.0)         | —                           | - InterPanter - Rypák                                                                               | - InterPanter - Schnauze / Expresspuppe | - offizielle Bezeichnung der ČD - erste Deutung: aufgrund der Form der Fahrzeugfront. Zweite Deutung: Backronym zu Rychlíkový Panťák – Express-Puppe |
| 660.1 (660.1+662.1+ 064.1+662.2+661.1) |                                    | —                           | - InterPanter - Rypák                                                                               | - InterPanter - Schnauze / Expresspuppe | - offizielle Bezeichnung der ČD - erste Deutung: aufgrund der Form der Fahrzeugfront. Zweite Deutung: Backronym zu Rychlíkový Panťák – Express-Puppe |
|                                        | RegioJet 665                       | —                           | - Sirius - Sršeň - Vosa                                                                             | - Sirius - Hornisse - Wespe | - offizielle Bezeichnung - aufgrund des Aussehens des Fahrzeuges - aufgrund des Aussehens des Fahrzeuges |
|                                        | 680 (681+081+683+ 084+684+082+682) | —                           | - Pendolino - Pinda Lina - Pinďul - Bimbadlo - Čendolino - TIS - Potěmkin                           | - Pendolino - Pinda Lina - Pinďul - Bimbadlo - Čendolino - TIS - Potemkin                                                                                  | - offizielle Bezeichnung von Fiat Ferroviaria für das Neigetechniksystem der Wagenkästen - Verballhornung der offiziellen Bezeichnung aufgrund der relativ geringen Leistung und des daraus resultierenden niedrigen Beschleunigungsvermögens - Verballhornung von Pendolino - Verschmelzung von Pendolino und Kyvadlo – tschechisch für Pendel - Verschmelzung von Tschechien (Česko) und Pendolino - nach den anfänglichen Problemen – Abkürzung für Ten Italský Sráč (Der italienische Scheißer) - Anspielung auf die anfängliche geringe Zuverlässigkeit im Gegensatz zur imposanten Erscheinung |

## Diesellokomotiven
| Bild    | Baureihe (UIC-Schema) | Baureihe (altes ČSD-Schema) | Bezeichnung (tschechisch/slowakisch)                               | Bezeichnung (deutsch) | Erklärung |
| ------- | --------------------- | --------------------------- | ------------------------------------------------------------------ | --- | --- |
|         | —                     | TL 659.0                    | Turbínovka                                                         | Turbinenlok | Wegen ihres Turbinenantriebs |
|         | —                     | T 679.2                     | Ragulin                                                            | Ragulin | Nach dem sowjetischen Eishockeyspieler Alexander Pawlowitsch Ragulin, anspielend auf dessen Spielstärke und Kraft. |
|         | 700                   | T 211.0                     | - Prasátko/Prasiatko - Gemina - Puklík - Bobík - Skokan - Mechanik | - Schweinchen - Zwillinge (Sternbild) - der kleine Bock, das Böcklein - Bobík - Springer - Mechaniker                                                                | - aufgrund einer vermeintlichen optischen Ähnlichkeit der Fahrzeugfront zu einer Schweineschnauze - Zwillinge (Sternbild) - Lehnübersetzung von Böcklein, aufgrund der Fahreigenschaften der Loks mit mechanischem Getriebe, für T 212.1 mit hydromechanischem Getriebe nur aufgrund der optischen Ähnlichkeit - Nach der Achsfolge Bo - aufgrund der erforderlichen sehr feinfühligen Bedienung zur Vermeidung ruckartiger Sprünge - aufgrund der mechanischen Kraftübertragung |
| 701     | T 211.1               |                             | - Prasátko/Prasiatko - Gemina - Puklík - Bobík - Skokan - Mechanik | - Schweinchen - Zwillinge (Sternbild) - der kleine Bock, das Böcklein - Bobík - Springer - Mechaniker                                                                | - aufgrund einer vermeintlichen optischen Ähnlichkeit der Fahrzeugfront zu einer Schweineschnauze - Zwillinge (Sternbild) - Lehnübersetzung von Böcklein, aufgrund der Fahreigenschaften der Loks mit mechanischem Getriebe, für T 212.1 mit hydromechanischem Getriebe nur aufgrund der optischen Ähnlichkeit - Nach der Achsfolge Bo - aufgrund der erforderlichen sehr feinfühligen Bedienung zur Vermeidung ruckartiger Sprünge - aufgrund der mechanischen Kraftübertragung |
| 702     | T 212.0               |                             | - Prasátko/Prasiatko - Gemina - Puklík - Bobík - Skokan - Mechanik | - Schweinchen - Zwillinge (Sternbild) - der kleine Bock, das Böcklein - Bobík - Springer - Mechaniker                                                                | - aufgrund einer vermeintlichen optischen Ähnlichkeit der Fahrzeugfront zu einer Schweineschnauze - Zwillinge (Sternbild) - Lehnübersetzung von Böcklein, aufgrund der Fahreigenschaften der Loks mit mechanischem Getriebe, für T 212.1 mit hydromechanischem Getriebe nur aufgrund der optischen Ähnlichkeit - Nach der Achsfolge Bo - aufgrund der erforderlichen sehr feinfühligen Bedienung zur Vermeidung ruckartiger Sprünge - aufgrund der mechanischen Kraftübertragung |
| 703     | T 212.1               |                             | - Prasátko/Prasiatko - Gemina - Puklík - Bobík - Skokan - Mechanik | - Schweinchen - Zwillinge (Sternbild) - der kleine Bock, das Böcklein - Bobík - Springer - Mechaniker                                                                | - aufgrund einer vermeintlichen optischen Ähnlichkeit der Fahrzeugfront zu einer Schweineschnauze - Zwillinge (Sternbild) - Lehnübersetzung von Böcklein, aufgrund der Fahreigenschaften der Loks mit mechanischem Getriebe, für T 212.1 mit hydromechanischem Getriebe nur aufgrund der optischen Ähnlichkeit - Nach der Achsfolge Bo - aufgrund der erforderlichen sehr feinfühligen Bedienung zur Vermeidung ruckartiger Sprünge - aufgrund der mechanischen Kraftübertragung |
|         | 700–703 mod.          | —                           | Rekoprase                                                          | Rekoschwein | Es handelt sich um Rekonstruktionen der in der darüberliegenden Zeile erwähnten Baureihen und die Verschmelzung von Reko und Prase. |
|         | 704                   | T 234.0                     | - Malý Lego - Legoušek                                             | - Kleines Lego - Kleines Lego | - Kleines Lego im Vergleich zu „Großes Lego“, Baureihe 708 - Kleines Lego im Vergleich zu „Großes Lego“, Baureihe 708 |
| T 238.0 | 704                   |                             | - Malý Lego - Legoušek                                             | - Kleines Lego - Kleines Lego | - Kleines Lego im Vergleich zu „Großes Lego“, Baureihe 708 - Kleines Lego im Vergleich zu „Großes Lego“, Baureihe 708 |
|         | 705.9                 | TU 47.0                     | Túčko, Té-Účko                                                     | Kleine TU, Kleines TU | Klein aufgrund der schmalspurigen Bauweise, TU aufgrund der alten Baureihenbezeichnung. |
|         | 706.4                 | —                           | Fablok                                                             | Fablok | aufgrund des Herstellers Fablok Chrzanów |
|         | 706.45                | —                           | Zastal                                                             | Zastal / Der gestoppte | Aufgrund des Herstellers Zastal. Zastal bedeutet übersetzt „der gestoppte“ |
|         | 706.5                 | T 203.05                    | Kaluga                                                             | Kaluga | Aufgrund des Herstellungsortes Kaluga in Russland |
|         | 708                   | —                           | - Velký Lego - (Malá) kráva - Veselý tele                          | - Grosse(s) Lego - (Kleine) Kuh - fröhliches Kalb | - aufgrund der dreifarbigen Ausführung, die an ein Lego-Set erinnert. „Groß“ im Gegensatz zur kleineren Baureihe 704. - aufgrund der Bezeichnung und der dreifarbigen Verpackung des Schmelzkäses Veselá kráva, „Klein“ im Vergleich zur Baureihe 714 - aufgrund der Bezeichnung und der dreifarbigen Verpackung des Schmelzkäses Veselá kráva sowie der Verwandtschaft mit der Baureihe 714                                                                                     |
|         | 710                   | T 334.0                     | Rosnička                                                           | Laubfrosch | Aufgrund der Farbe |
|         | 711                   | —                           | Rekorosňa                                                          | Reko-Frosch | Aufgrund der Rekonstruktion von Lokomotiven der Baureihe 710 – Laubfrosch |
|         | 714                   | —                           | Dvojlego (Velká) kráva Veselá kráva Milky Way                      | - Zwei Lego / Doppellego - (Grosse) Kuh - Fröhliche Kuh - Milky Way / Milchstraße                                                                                    | - aufgrund der beiden kastenartigen Vorbauten - in Entsprechung zur kleineren Baureihe 708 (Kleine Kuh) - aufgrund der Lackfarben und der Form, die an den gleichnamigen Schokoladenriegel erinnern |
|         | 715                   | T 426.0                     | Rakušanka                                                          | Österreicherin | aufgrund der Herstellung in Österreich („Rakousko“) |
|         | 720                   | T 435.0                     | - (Malý) Hektor - Pensylvánec                                      | - (Kleiner) Hektor - Pennsylvanier | - In Hinblick auf die Leistung dieser Lokomotive. Hektor war in der griechischen Mythologie ein kampfstarker Charakter. „Klein“ in Hinblick auf die stärkere Baureihe 721 - wegen der anfangs von der Baureihe T 436.0 verwendeten Schwanenhalsdrehgestelle amerikanischer Bauart, auch »Pennsylvaniadrehgestelle« genannt |
|         | 721                   | T 458.1                     | (Velký) Hektor                                                     | (Großer) Hektor | In Hinblick auf die Leistung dieser Lokomotive. Hektor war in der griechischen Mythologie ein kampfstarker Charakter. „Groß“ in Hinblick auf die schwächere Baureihe 720 |
|         | 725                   | T 444.0                     | (Plešatá) Karkulka                                                 | (Kahlköpfiges) Rotkäppchen | aufgrund der roten Lackierung, „Kahlköpfig“ aufgrund des fehlenden Führerstand-Dachüberhanges im Vergleich zur Baureihe 726 |
|         | 726                   | T 444.1                     | Karkulka                                                           | Rotkäppchen | aufgrund der roten Lackierung |
|         | 730                   | T 457.0                     | Ponorka                                                            | Unterseeboot | aufgrund ihrer Form |
|         | 731                   | T 457.1                     | - Špageta - Favorit - Ponorka                                      | - Spaghetti - Favorit / Liebling - Unterseeboot | - aufgrund ihrer Länge - aufgrund einer vermeintlichen Ähnlichkeit zum Kraftfahrzeug Škoda Favorit - aufgrund ihrer Form |
|         | 735                   | T 466.0                     | - Pilštyk - Fujara                                                 | - Pielstick - Fujara | - Aufgrund der von Pielstick stammenden Lizenz zum Bau dieser Lokomotive - slowakische Bezeichnung aufgrund des Auspuffgeräusches bei der Anfahrt |
|         | 740                   | T 448.0                     | - Kocour - Včela - Piškot - Bangladéška (Bangle)                   | - Kater - Biene - Quietscher - die mit Bangladesch in Verbindung stehende                                                                                            | - nach der großen Verbreitung dieser Lokomotive. „Lebt in jedem Hof“ – wie ein Kater - aufgrund Anerkennung von Fleiß und Geschwindigkeit - aufgrund des Fahrgeräusches - aufgrund von Exportlieferungen dieser Lokomotivbaureihe nach Bangladesch |
|         | 740.3                 | —                           | Kocour                                                             | Kater | nach der großen Verbreitung dieser Lokomotive. „Lebt in jedem Hof“ – wie ein Kater |
|         | 742                   | T 466.2                     | - Kocour - Včela - Piškot - Bangladéška (Bangle) - Buchar          | - Kater - Biene - Quietscher - Die mit Bangladesch in Verbindung Stehende (Bangle) - Maschinenhammer                                                                 | - nach der großen Verbreitung dieser Lokomotive. „Lebt in jedem Hof“ – wie ein Kater - wegen Fleiß und Geschwindigkeit - Wegen des Fahrgeräusches - Da Maschinen dieser Baureihe auch nach Bangladesch geliefert wurden - Aufgrund des stark klopfenden Motorgeräusches |
|         | 743                   | T 466.3                     | - Kocour - Tranzistor - Elektronik                                 | - Kater - Transistor - Elektronik | - nach der großen Verbreitung dieser Lokomotive. „Lebt in jedem Hof“ – wie ein Kater - aufgrund elektronischer Leistungsregelung durch Leistungstransistoren - aufgrund elektronischer Leistungsregelung |
|         | 744                   | —                           | - Kamion - Jezevčík                                                | - Lastwagen - Dackel | - ähnelt in seiner Erscheinung einem Lastwagen - die Lokomotive weist eine große Länge auf und ähnelt somit einem Dackel |
|         | 744.5                 | T 475.15                    | - Motýlek - Kocour                                                 | - Schmetterling - Kater | - aufgrund ihrer Farbigkeit - nach der großen Verbreitung dieser Baureihe – „lebt in jedem Hof“ |
|         | 744.5                 | T 476.0                     | Kocour                                                             | Kater | nach der großen Verbreitung dieser Baureihe – „lebt in jedem Hof“ |
|         | 745                   | T 476.1                     | - Faustovka - Vé stovka                                            | - Die Faustin - V 100 | - Aufgrund der deutschen Herkunft dieser Baureihe im Zusammenhang mit „Faust“ als Symbol für Deutsches - aufgrund ihrer früheren Bezeichnung bei der DR |
|         | 748.5                 | ?                           | Rumun                                                              | Rumäne | Aufgrund ihrer Herkunft aus Rumänien |
|         | 749                   | —                           | - Zamračená (Zamráča) - Ceckatá - Kozatá - Berta - Bardotka        | - Die Bewölkte - [ohne deutsche Entsprechung, sinngemäß: Die Vollbusige] - [ohne deutsche Entsprechung, sinngemäß: Die Vollbrüstige] - Berta - Bardotka              | - aufgrund des Dachüberhanges, der in Bezug zu den Stirnfenstern den Anschein von Bewölkung erzeugt - aufgrund des Frontprofils: phonetische Anspielung auf Körbchengröße C eines Büstenhalters - wie zuvor: umgangssprachliche Bezeichnung für eine Frau mit üppiger Oberweite - aufgrund des tiefen Auspuffsgrollens nicht schallgedämpfter Lokomotiven - Abgeleitet vom seitlichen Profil der Schauspielerin Brigitte Bardot                                                  |
|         | 750                   | —                           | Brejlovec (Brejlák)                                                | Brillenschlange Taucherbrille | Aufgrund der vermeintlichen Ähnlichkeit der Frontscheibenkonstruktion mit einer Tauchermaske |
|         | 750.7                 | —                           | - Brejlovec (Brejlák) - Katr - Sedmička                            | - Brillenschlange - Cater - Siebener | - entsprechend den überhängenden Windschutzscheiben, die einer Brille ähneln - entsprechend der Verwendung des Caterpillar-Verbrennungsmotors; Kurzform für Caterpillar - aufgrund der ersten Ziffer nach dem Trennungspunkt |
|         | 751                   | T 478.1                     | - Zamračená (Zamráča) - Ceckatá - Kozatá - Berta - Bardotka        | - Die Bewölkte - sinngemäß: Die Vollbusige [ohne exakte deutsche Entsprechung] - [ohne exakte deutsche Entsprechung, sinngemäß: Die Vollbrüstige] - Berta - Bardotka | - aufgrund des Dachüberhanges, der in Bezug zu den Stirnfenstern den Anschein von Bewölkung erzeugt - aufgrund des Frontprofils: phonetische Anspielung auf Körbchengröße C eines Büstenhalters - wie zuvor: umgangssprachliche Bezeichnung für eine Frau mit üppiger Oberweite - aufgrund des tiefen Auspuffsgrollens nicht schallgedämpfter Lokomotiven - Abgeleitet vom seitlichen Profil der Schauspielerin Brigitte Bardot                                                  |
|         | 752                   | T 478.2                     | - Zamračená (Zamráča) - Ceckatá - Kozatá - Berta - Bardotka        | - Die Bewölkte - sinngemäß: Die Vollbusige [ohne exakte deutsche Entsprechung] - [ohne exakte deutsche Entsprechung, sinngemäß: Die Vollbrüstige] - Berta - Bardotka | - aufgrund des Dachüberhanges, der in Bezug zu den Stirnfenstern den Anschein von Bewölkung erzeugt - aufgrund des Frontprofils: phonetische Anspielung auf Körbchengröße C eines Büstenhalters - wie zuvor: umgangssprachliche Bezeichnung für eine Frau mit üppiger Oberweite - aufgrund des tiefen Auspuffsgrollens nicht schallgedämpfter Lokomotiven - Abgeleitet vom seitlichen Profil der Schauspielerin Brigitte Bardot                                                  |
|         | 752.6                 | —                           | Brejlovec (Brejlák)                                                | Brillenschlange | entsprechend den überhängenden Windschutzscheiben, die einer Brille ähneln |
|         | 753                   | T 478.3                     | Brejlovec (Brejlák)                                                | Brillenschlange | entsprechend den überhängenden Windschutzscheiben, die einer Brille ähneln |
|         | 753.6                 | —                           | - Bizon - Drak - Hnusovec                                          | - Bison / Büffel - Drache - Hnusovec | - Wegen der Leistungsfähigkeit dieser Baureihe - Wegen einer vermeintlichen der Fahrzeugfront zu einem Drachen - Kofferwort aus Hnus(ný) (Brejl)ovec – Hässliche Brillenschlange |
|         | 753.7                 | —                           | Brejlovec (Brejlák)                                                | Brillenschlange | entsprechend den überhängenden Windschutzscheiben, die einer Brille ähneln |
| 755     |                       | —                           | Brejlovec (Brejlák)                                                | Brillenschlange | entsprechend den überhängenden Windschutzscheiben, die einer Brille ähneln |
|         | 754                   | T 478.4                     | Brejlovec (Brejlák)                                                | Brillenschlange | entsprechend den überhängenden Windschutzscheiben, die einer Brille ähneln |
|         | 755 ŽSR               | —                           | Tatranský orel                                                     | Tatra-Adler | Aufgrund des Standortes der Lokomotivfabrik |
|         | 756                   | —                           | Brejlovec (Brejlák)                                                | Brillenschlange | entsprechend den überhängenden Windschutzscheiben, die einer Brille ähneln |
|         | 757                   | —                           | Brejlovec (Brejlák)                                                | Brillenschlange | entsprechend den überhängenden Windschutzscheiben, die einer Brille ähneln |
|         | 759                   | T 499.0                     | Kyklop                                                             | Zyklop | entsprechend dem Mittelscheinwerfer, der einem Zyklopenauge ähnelt |
|         | 761                   | —                           | - Herkules - Bondovka                                              | - Herkules - Die mit Bond in Verbindung stehende | - Aufgrund der großen Leistung der Lokomotive - Der ehemalige Fahrradhersteller Bond fertigte ein Rennrad, das Bondovka genannt wurde. Hier: Übereinstimmung zwischen der Lokomotive und einem Rennrad. |
|         | 770                   | T 669.0                     | Čmelák/Čmeliak                                                     | Hummel | abgeleitet von der kyrillischen Bezeichnung ЧМЭ3 – tschechisch ČME3 – und den Fahrgeräuschen dieser bei ČKD Prag für die sowjetische Eisenbahn SŽD (und ihre späteren Nachfolgeunternehmen) hergestellten Baureihe |
|         | 771                   | T 669.1                     | Čmelák/Čmeliak                                                     | Hummel | abgeleitet von der kyrillischen Bezeichnung ЧМЭ3 – tschechisch ČME3 – und den Fahrgeräuschen dieser bei ČKD Prag für die sowjetische Eisenbahn SŽD (und ihre späteren Nachfolgeunternehmen) hergestellten Baureihe |
|         | 772                   | —                           | Batman                                                             | Batman | Aufgrund des Aussehens, das an ein Batman-Kostüm erinnern soll |
|         | 775                   | T 678.0                     | - Pomeranč - Cé nula                                               | - (Die) Orange - C-Null | - aufgrund der orangefarbenen Lackierung - Aufgrund der Achsfolge Co’Co’ |
|         | 776                   | T 679.0                     | - Pomeranč - Cé nula                                               | - (Die) Orange - C-Null | - aufgrund der orangefarbenen Lackierung - Aufgrund der Achsfolge Co’Co’ |
|         | 781                   | T 679.1                     | - Sergej - Bubny tajgy                                             | - Sergej - Taigatrommel | - Sergej als typisch russischer Name soll die Herkunft der Lokomotive aus Russland ausdrücken - Übersetzung eines in Deutschland verwendeten Spitznamens dieser Baureihe |
|         | 794                   | —                           | - Gargamel - Lego                                                  | - Gargamel - Lego | - aufgrund des Aussehens und der Benutzerfreundlichkeit - aufgrund der sehr „eckigen“ Gehäuseform – wie ein Legostein |
|         | 799                   | —                           | - Adéla - Adélka                                                   | - Adele - Adelchen | Abgeleitet von der Abkürzung Akkumulator-Diesel-Elektro-Lomotive: ADL |

## Dieseltriebwagen
| Bild | Baureihe (UIC-Schma) | Baureihe (altes ČSD-Schema) | Bezeichnung (tschechisch/slowakisch)                                                                                                   | Bezeichnung (deutsch) | Erklärung |
| ---- | -------------------- | --------------------------- | --- | --- | --- |
|      | —                    | M 11.0                      | (Úzký) Věžák | (Schmales) Hochhaus | expressiver Ausdruck für Turmtriebwagen wegen des turmartigen Dachführerstandes, „schmal“ aufgrund der Spurweite |
|      | —                    | M 120.0                     | Kolejový autobus | Schienenbus | Wegen seiner Ähnlichkeit mit einem Straßenbus |
|      | —                    | M 120.1                     | Kolejový autobus | Schienenbus | Wegen seiner Ähnlichkeit mit einem Straßenbus |
|      |                      | M 120.2                     | | | |
|      | —                    | M 120.3                     | (Malý) Věžák | (Kleines) Hochhaus | expressiver Ausdruck für Turmtriebwagen wegen des turmartigen Dachführerstandes, „klein“ aufgrund seiner Größe und Leistung gegenüber seinem Nachfolger M 120.4 |
|      | 806                  | M 120.4                     | Věžák | Hochhaus | expressiver Ausdruck für Turmtriebwagen wegen des turmartigen Dachführerstandes |
|      |                      | M 130.1                     | Škodovka | Die von Škoda stammende | Die von Škoda stammende |
|      | —                    | M 130.2                     | Věžák | Hochhaus | expressiver Ausdruck für Turmtriebwagen wegen des turmartigen Dachführerstandes |
|      | —                    | M 130.3                     | Věžák | Hochhaus | expressiver Ausdruck für Turmtriebwagen wegen des turmartigen Dachführerstandes |
|      | ?                    | M 21.0                      | Úzký Hurvínek | Schmaler Hurvínek | Schmalspurige Version der Baureihe M 131.1 – Hurvínek |
|      | —                    | M 273.0                     | Modrý šíp | Blauer Pfeil | Offizieller Name aufgrund von Farbe und Höchstgeschwindigkeit |
|      | ?                    | M 274.0                     | Modrý šíp | Blauer Pfeil | Offizieller Name aufgrund von Farbe und Höchstgeschwindigkeit |
|      | —                    | M 275.0                     | Modrý šíp | Blauer Pfeil | Offizieller Name aufgrund von Farbe und Höchstgeschwindigkeit |
|      | 801                  | M 131.1                     | - Hurvínek - Kredenc - Kufr | - Hurvínek - Kredenz (Anrichte) - Koffer | - Nach einer bekannten Marionettenfigur, da Ausstattungsdetails an diese erinnern - Wegen der Kastenform - Wegen der Kastenform |
|      | 805.9                | M 27.0                      | - Ponorka - Nautilus - Hašišbedna | - U-Boot - Nautilus - Haschisch-Kiste | - wegen ihren runden Fenstern, die an ein Unterseeboot erinnern - wegen ihren runden Fenstern, die an das gleichnamige Unterseeboot aus einem bekannten Roman von Jules Verne erinnern - aufgrund des sehr atypischen Designs |
|      | 810                  | M 152.0                     | - Šukafon - RegioMouse - Autobus - Motorák - Orchestrion - Plevel - Rachotina - Skleník - Šukomyš - - (ohne tschechische Entsprechung) | - Scheissgeräusch - RegioMouse - Autobus - Schienenbus - Orchestrion - Unkraut - Klapperfalle - Gewächshaus - Scheissmaus - Brotdose / Brotbüchse                                        | - vulgäre Bezeichnung für das Fahrgeräusch - offizieller Name von der ČD für modernisierte Versionen dieser Baureihe - Das Design der Fahrzeuge an Front und Seitenfenstern ähnelt dem der Busse der Karosa-Š-Serie, sie haben den gleichen LIAZ-Motor sowie das gleiche Praga-Getriebe - expressiver Ausdruck für Dieseltriebwagen - nach einer Szene aus der TV-Serie »Ein fideles Haus« (Original »Chalupáři«), in der ein Orchestrion durch einen Fausthieb zu spielen begann – ähnlich wie sich bei den Fahrzeugen in den ersten Betriebsjahren Störungen angeblich mittels Tritt gegen den Schaltschrank beheben ließen - aufgrund ihrer großen Verbreitung - aufgrund des rasselnden Fahrgeräusches - Aufgrund der Hitze im Fahrgastraum im Sommer aufgrund unzweckmässiger Belüftung - Parodie auf die offizielle Benennung der modernisierten Version - aufgrund der kastenähnlichen Karosserieform |
|      | 811                  | —                           | - Raketa - Hokaido | - Rakete - Hokaido | - Aufgrund der Leistungssteigerung gegenüber der Baureihe 810 - Aufgrund der Leistungssteigerung gegenüber der Baureihe 810 (Hokkaido steht für Japan, Japan steht für Fortschritt) |
|      | 811 ZSSK             | —                           | - Mandarinka - Darinka | - Mandarine - Darinka | - nach der Farbe der Lackierung - Kurzform von Mandarinka |
|      | 812                  | —                           | - Esmeralda - Zelená žába - Cyklohráček                                                                                                | - Esmeralda - Grüner Frosch - Spielzeugfahrrad | - der offizielle Name seitens der ČD nach der grünäugigen Hauptheldin der gleichnamigen mexikanischen Fernsehserie - nach der Lackierung des Wagenkastens - ebenso offizieller Name seitens der ČD |
|      | 813                  | —                           | Bagetka, Bageta | Baguette | nach der Form – zwei aneinandergefügte Fahrzeuge |
|      | 813.10               | —                           | Bagetka, Bageta | Baguette | nach der Form – zwei aneinandergefügte Fahrzeuge |
|      | 813.11               | —                           | Mravenec (Mravec) (Bagetka, Bageta) | Ameise, Baguette | nach der Form – zwei aneinandergefügte Fahrzeuge |
|      | 813.2                | —                           | Mravenec (Mravec) (Bagetka, Bageta) | Ameise, Baguette | nach der Form – zwei aneinandergefügte Fahrzeuge |
|      | 814                  | —                           | - Laminošuk - Regionova - Regiohadra - Regina - Regiošuk - Slovácké Pendolino                                                          | - Laminošuk - Regionova - Regiohadra - Regina - Regiošuk - Slowakischer Pendolino | - aufgrund der Fahrzeugfront aus Laminat nach der Rekonstruktion - offizielle Namensgebung von der ČD - Parodie auf die offizielle Namensgebung - liebevolle Abwandlung der offiziellen Namensgebung - Parodie auf den offiziellen Namen und Anspielung auf den Umbau aus Triebwagen der Reihe 810 - aufgrund des Einsatzbereiches in der Slowakei |
|      | 814.2                | —                           | - Regionova - Regionova Trio - Triplenova - Hypernova - Hyperbouda                                                                     | - Regionova - Regionova Trio - Triplenova - Hypernova - Hyper-Hütte | - offizielle Namensgebung von der ČD - aufgrund der dreiteiligen Konstruktion - aufgrund der dreiteiligen Konstruktion - Abwandlung von Triplenova - Liebevoll-abwertende Abwandlung von Hypernova |
|      | 814.5                | —                           | - Desná - Regionova | - Desná - Regionova | - nach dem Einsatz auf der Bahnstrecke Petrov nad Desnou–Kouty nad Desnou - nach der fast identischen Baureihe 814 |
|      | 816                  | —                           | - Mrkev - Šukafon | - Karotte - Šukafon | - nach der orange-grünen Farbgebung - Šuk steht für Knorren und Rasseln, Šuka als Mundartausdruck für menschlichen Kot. Daher deutet Šukafon auf eine abwertende Bezeichnung für diese Baureihe hin, auch wegen des als unangenehm empfundenen Fahrgeräusches. |
|      | 820                  | M 240.0                     | - Singrovka - Vzducholoď - Kachna - Kačenka - Mešingan                                                                                 | - Die mit Singer in Beziehung stehende - Luftschiff - Ente - Wildentchen - Machine Gun                                                                                                   | - aufgrund des Fahrgeräusches, das an eine Singer-Nähmaschine erinnern soll - aufgrund der vermeintlichen Ähnlichkeit zu einem Luftschiff - aufgrund des Schwankens im Betrieb, das an einen Citroën 2CV („Ente“) erinnert - aufgrund des Schwankens beim Überfahren von Weichen - Verweis in tschechisierter Schreibweise auf das Maschinengewehr M240 aufgrund der früheren Baureihenbezeichnung |
|      | 825                  | M 260.0                     | Stříbrný šíp | Silberpfeil | offizieller Name – aufgrund der vorherrschenden Außenfarbe und der Höchstgeschwindigkeit |
|      | 830                  | M 262.0                     | - Kraksna - Ponorka - Dvěstědvaašedesátka - Osmsettřicítka - Žhavé trubky - Loď, Lodní doprava - Dunihlav                              | - Kiste - U-Boot - Zweihundertzweiundsechzigerin - Achthundertdreißigerin - Heizrohre - Schiff, Schiffsverkehr - [keine exakte deutsche Entsprechung, sinngemäß: Dröhnkopf]              | - aufgrund des äußeren Erscheinungsbildes: abwertende Bezeichnung für eine alte abgenutzte Maschine - aufgrund einer vermeintlichen optischen Ähnlichkeit - aufgrund der früheren Baureihenbezeichnung - aufgrund der Baureihenbezeichnung - aufgrund mangelhafter Kühlung und häufigen Brandausbrüchen - aufgrund einer schlingernden Fahrbewegung, ähnlich wie bei Schiffen - aufgrund des hohen Geräuschpegels im Fahrgastraum: Verweis auf ein alkoholisches Getränk, dessen Genuss einen erheblichen „Kater“ verursacht |
|      | 831                  | M 262.1                     | - Loďák - Kraksna - Kredenc - Ponorka - Žhavé trubky - Dunihlav                                                                        | - Boots-Slang: wasserdichte Tasche aus gummiertem Stoff zum Gepäcktransport - Kiste - Kredenz, Schrank - U-Boot - Heizrohre - [keine exakte deutsche Entsprechung, sinngemäß: Dröhnkopf] | - expressive Bezeichnung aufgrund des ursprünglich für Flussschlepper verwendeten Motors ČKD 6 S 150 PV 2A - aufgrund des äußeren Erscheinungsbildes: abwertende Bezeichnung für eine alte abgenutzte Maschine - aufgrund des eckigen Aussehens - aufgrund der länglichen Form - aufgrund mangelhafter Kühlung und häufigen Brandausbrüchen - aufgrund des hohen Geräuschpegels im Fahrgastraum: Verweis auf ein alkoholisches Getränk, dessen Genuss einen erheblichen „Kater“ verursacht |
|      | 835                  | —                           | - Marfuša - Dlabaný ingot - Baba Jaga                                                                                                  | - Marfuša - Geschnitzter Barren - Baba Jaga, eine mythologische (ältere) Frauenfigur | - nach der russischen Herkunft; Marfuša war der Name eines Hasen der als allererstes Säugetier im sowjetischen Raumfahrtprogramm den Planeten Erde verließ - Verweis auf das hohe Gewicht der Baureihe - Abwertende Bezeichnung aufgrund des unansehnlichen Erscheinungsbildes |
|      | 840                  | —                           | - RegioSpider - Regiošuplík - Štrůdl - Štádler                                                                                         | - RegioSpider - Regio-Schublade - Strudel - Stadler | - offizieller Name von ČD - eine Parodie des offiziellen Namens Anspielung auf den Namen des Herstellers und das längliche Erscheinungsbild - Anspielung auf die Dauer der Inbetriebnahme, die sich „wie ein Strudel dehnte“, und die Länge des Fahrzeugs selbst - Nach dem Namen des Herstellers |
|      | 841                  | —                           | - RegioSpider - Regiošuplík - Štrůdl - Štádler                                                                                         | - RegioSpider - Regio-Schublade - Strudel - Stadler | - offizieller Name von ČD - eine Parodie des offiziellen Namens Anspielung auf den Namen des Herstellers und das längliche Erscheinungsbild - Anspielung auf die Dauer der Inbetriebnahme, die sich „wie ein Strudel dehnte“, und die Länge des Fahrzeugs selbst - Nach dem Namen des Herstellers |
|      | 840 ZSSK             | —                           | - Modrý pacifik - Delfín | - Blauer Pazifik - Delfin | - Aufgrund der Lackierung. „So blau wie der Pazifik“ - Ebenfalls aufgrund der blauen Lackierung, aber auch wegen der vermeintlich delphinähnlichen Fahrzeugfront |
|      | 842                  | M 273.0                     | - Kvatro - Rohlík | - Quattro - Hörnchen / Kipferl | - nach dem Einsatz von zwei Motoren - entsprechend der länglichen Form |
|      | 843                  | —                           | - Rakev - Apollo - Rohlík | - Sarg - Appolo - Hörnchen / Kipferl | - aufgrund der „sargähnlichen“ Form - für eine große Anzahl von Signal-LEDs im Schaltschrank - entsprechend der länglichen Form (im Set 843 + 043 + 943 auch „Baguette“ genannt) |
|      | 844                  | —                           | - RegioShark - Žralok - Shark (Šark) - Šarkan - Pesa                                                                                   | - RegioShark - Hai - Hai - Drache - Pesa | - offizieller Name seitens der ČD - tschechische Bezeichnung für Shark - Kürzung von RegioShark - slowakische Parodie auf RegioShark - Aufgrund des Herstellers Pesa Bydgoszcz |
|      | 845                  | —                           | Limetka | Limette | aufgrund der gelben Farbe |
|      | 847                  |                             | RegioFox | RegioFox | offizieller Name seitens der ČD |
|      | 850                  | M 286.0                     | - Krokodýl - Ponorka - Hydra - Lórinka                                                                                                 | - Krokodil - U-Boot - Hydra - Lórinka | - aufgrund einer vermeintlichen Ähnlichkeit - aufgrund einer vermeintlichen Ähnlichkeit - aufgrund der hydrodynamischen Kraftübertragung |
|      | 851                  | M 286.1                     | - Krokodýl - Ponorka - Hydra - Lórinka                                                                                                 | - Krokodil - U-Boot - Hydra - Lórinka | - aufgrund einer vermeintlichen Ähnlichkeit - aufgrund einer vermeintlichen Ähnlichkeit - aufgrund der hydrodynamischen Kraftübertragung |
|      | 852                  | M 296.2                     | - Hydra - Vrtulník | - Hydra - Helikopter | - aufgrund der hydrodynamischen Kraftübertragung - aufgrund des Antriebsgeräuches |
|      | 853                  | M 296.1                     | - Hydra - Vrtulník | - Hydra - Helikopter | - aufgrund der hydrodynamischen Kraftübertragung - aufgrund des Antriebsgeräuches |
|      | 854                  | —                           | - Caterpillar - Katr - Catka (Katka) - Edita - Hydra                                                                                   | - Caterpillar - Katr - Catka (Katka) - Edita - Hydra | - gemäß dem verwendeten Caterpillar 3412 E DI-TA-Motor - slawisierte Abkürzung von Caterpillar - slawisierte Abkürzung von Caterpillar - Verweis auf die Zusatzbezeichnung des Caterpillar 3412 E DI-TA - aufgrund der hydrodynamischen Kraftübertragung |
|      | 860                  | M 475.0                     | Chrochtadlo | Grunzen | nach dem Motorgeräusch |
|      | 861                  | —                           | - Húsenica - Dunihlav | - Raupe - [keine exakte deutsche Entsprechung, sinngemäß: Dröhnkopf] | - aufgrund der großen Länge des Triebwagenzuges - aufgrund des hohen Geräuschpegels im Fahrgastraum: Verweis auf ein alkoholisches Getränk, dessen Genuss einen erheblichen „Kater“ verursacht |
|      | 870                  | M 290.0                     | Slovenská strela | Slowakischer Pfeil | Einerseits eine Anspielung auf die „fluggleiche“ Geschwindigkeit dieser Triebwagen, andererseits auch offizieller Name einer Zugverbindung, für die diese Wagen eingesetzt wurden. |
|      | 890                  | M 131.2                     | - Mandelinka - Dráteník - Dráťák - Energo                                                                                              | - Kartoffelkäfer - Drahtbinder - Der mit Draht - Energo | - entsprechend den gelben und schwarzen Streifen auf der Vorderseite des Fahrzeuges - aufgrund des Einsatzes als Fahrleitungsmontagefahrzeug - aufgrund des Einsatzes als Fahrleitungsmontagefahrzeug - aufgrund des Einsatzes als Fahrleitungsmontagefahrzeug = Energo steht für Energie |
|      | 891                  | M 144.0                     | - Mandelinka - Dráteník - Dráťák - Energo - Otévéčko - Pantograf - Malý Němec                                                          | - Kartoffelkäfer - Drahtbinder - Der mit Draht - Energo - [ohne exakte deutsche Entsprechung] - Pantograph - Kleiner Deutscher                                                           | - entsprechend den gelben und schwarzen Streifen auf der Vorderseite des Fahrzeuges - aufgrund des Einsatzes als Fahrleitungsmontagefahrzeug - aufgrund des Einsatzes als Fahrleitungsmontagefahrzeug - aufgrund des Einsatzes als Fahrleitungsmontagefahrzeug = Energo steht für Energie - Diminutiv der Abkürzung OTV (opravy trolejového vedení) – Fahrleitungsrepararuren - Aufgrund des Umstandes dass Pantographen (Stromabnehmer) bei Fahrleitungen verwendet werden - nach Herkunft der Baureihe |
|      | 892                  | M 153.0                     | - Mandelinka - Dráteník - Dráťák - Energo - Otévéčko - Pantograf - Beruška                                                             | - Kartoffelkäfer - Drahtbinder - Der mit Draht - Energo - [ohne exakte deutsche Entsprechung] - Pantograph - Marienkäfer                                                                 | - entsprechend den gelben und schwarzen Streifen auf der Vorderseite des Fahrzeuges - aufgrund des Einsatzes als Fahrleitungsmontagefahrzeug - aufgrund des Einsatzes als Fahrleitungsmontagefahrzeug - aufgrund des Einsatzes als Fahrleitungsmontagefahrzeug = Energo steht für Energie - Diminutiv der Abkürzung OTV (opravy trolejového vedení) – Fahrleitungsrepararuren - Aufgrund des Umstandes dass Pantographen (Stromabnehmer) bei Fahrleitungen verwendet werden |
|      | 893                  | M 250.0                     | - Mandelinka - Dráteník - Dráťák - Pantograf - Energo - Otévéčko                                                                       | - Kartoffelkäfer - Drahtbinder - Der mit Draht - Pantograph - Energo - [ohne exakte deutsche Entsprechung]                                                                               | - entsprechend den gelben und schwarzen Streifen auf der Vorderseite des Fahrzeuges - aufgrund des Einsatzes als Fahrleitungsmontagefahrzeug - aufgrund des Einsatzes als Fahrleitungsmontagefahrzeug - Aufgrund des Umstandes dass Pantographen (Stromabnehmer) bei Fahrleitungen verwendet werden - aufgrund des Einsatzes als Fahrleitungsmontagefahrzeug = Energo steht für Energie - Diminutiv der Abkürzung OTV (opravy trolejového vedení) – Fahrleitungsrepararuren |
|      | 894                  | M 263.0                     | - Mandelinka - Dráteník - Dráťák - Energo - Otévéčko - Pantograf - Velký Němec                                                         | - Kartoffelkäfer - Drahtbinder - Der mit Draht - Energo - [ohne exakte deutsche Entsprechung] - Pantograph - Großer Deutscher                                                            | - entsprechend den gelben und schwarzen Streifen auf der Vorderseite des Fahrzeuges - aufgrund des Einsatzes als Fahrleitungsmontagefahrzeug - aufgrund des Einsatzes als Fahrleitungsmontagefahrzeug - aufgrund des Einsatzes als Fahrleitungsmontagefahrzeug = Energo steht für Energie - Diminutiv der Abkürzung OTV (opravy trolejového vedení) – Fahrleitungsrepararuren - Aufgrund des Umstandes dass Pantographen (Stromabnehmer) bei Fahrleitungen verwendet werden - aufgrund der Herkunft des Fahrzeuges |
|      | D 654                | —                           | - RegioSprinter - Mrkev - Pekelník - Tramvaj                                                                                           | - RegioSprinter - Karotte - Höllenbestie - Tramway / Straßenbahn | - offizielle Herstellerbezeichnung - nach der orange-grünen Farbgebung - scherzhaft aufgrund der Zuverlässigkeit des Fahrzeuges - aufgrund der Ähnlichkeit des Fahrgastraumes zu dem einer Straßenbahn |

## Steuerwagen
| Bild | Baureihe    | Bezeichnung (tschechisch/slowakisch) | Bezeichnung (deutsch) | Erklärung                                                       |
| ---- | ----------- | ------------------------------------ | --------------------- | --------------------------------------------------------------- |
|      | Bfbdtanx792 | Kasandra                             | Kassandra             | In Analogie auf die Bezeichnung Esmeralda der Baureihe 812      |
|      | Bfhpvee295  | Sysel, Syslojet                      |                       | In Hinblick auf die „aufgeblasen“ erscheinende Führerstandsform |
|      | —           | Railjet                              | Railjet               | Die bei ÖBB und ČD „offiziell“ verwendete Bezeichnung           |

## Dampflokomotiven
| Bild | Baureihe (altes ČSD-Schema) | Bezeichnung (tschechisch/slowakisch)         | Bezeichnung (deutsch)                                           | Erklärung |
| ---- | --------------------------- | -------------------------------------------- | --------------------------------------------------------------- | --- |
|      | U 37.0                      | - Krausska - Sedmatřicítka - Účko            | - Die von Krauss (stammende) - Siebenunddreissigerin - Kleine U | - Nach der Lokomotivfabrik Krauss & Comp., von der einige Exemplare dieser Baureihe stammten - Nach der ČSD-Baureihennummer - Nach der ehemaligen kkStB Baureihe U und aufgrund des Umstandes der Schmalspurigkeit |
|      | U 57.0                      | (Malý) Štokr                                 | (Kleiner) Stoker                                                | „Klein“ aufgrund der schmalspurigen Bauweise, Stoker aufgrund der verwendeten Technik der automatischen Brennstoffbeschickung wie bei der Baureihe 556.0                                                           |
|      | 275.0                       | Nohatá                                       | (Die) Langbeinige                                               | Aufgrund ihrer hohen Bauweise (Antriebsräder mit großem Durchmesser) |
|      | 300.6                       | - Kafemlejnek - Buštěhradka                  | - Kaffeemühle - Buschtěhraderin                                 | - aufgrund des Fahrgeräusches, das an „Ka-Fe-Me-Lu“ (Kaffeemühle) erinnert - aufgrund ihrer Herkunft von der Buschtěhrader Eisenbahn                                                                               |
|      | 310.0                       | - Kafemlejnek - Třistadesítka                | - Kaffeemühle - Dreihundertzehnerin                             | - aufgrund des Fahrgeräusches, das an „Ka-Fe-Me-Lu“ (Kaffeemühle) erinnert - aufgrund ihrer Baureihenbezeichnung                                                                                                   |
|      | 310.9                       | - Kafemlejnek - Tarzan                       | - Kaffeemühle - Tarzan                                          | - aufgrund des Fahrgeräusches, das an „Ka-Fe-Me-Lu“ (Kaffeemühle) erinnert |
|      | 313.4                       | Matylda                                      | Matilda                                                         | ??? |
|      | 314.0                       | Kocúr                                        | Kätzchen                                                        | möglicherweise wegen ihrer Kleinheit, möglicherweise aufgrund einer vermeintlichen Ähnlichkeit des Fahrgeräusches zum Schnurren eines Kätzchens                                                                    |
|      | 324.3                       | Tři áčko                                     | Drei (kleine) A                                                 | Einerseits, da es sich um eine dreiachsige Lokomotive handelt, aber auch aufgrund ihrer früheren Reihenbezeichnung IIIa bei der Buschtěhrader Eisenbahn                                                            |
|      | 331.0                       | Uhranka                                      | Ungarin                                                         | Wegen ihrer Herkunft aus Ungarn |
|      | 354.0                       | Všudybylka                                   | Die überall Gewesene                                            | Aufgrund ihrer sehr großen Verbreitung |
|      | 354.1                       | - Všudybylka (jednička) - Tříkolák - Vanovka | - Die überall Gewesene (Eins) - Dreirädriger - Badewanne        | - Aufgrund ihrer sehr großen Verbreitung (eins) - Aufgrund ihrer drei Treibachsen - Aufgrund des im weitesten Sinn wannenförmigen Erscheinungsbildes                                                               |
|      | 354.7                       | - Všudybylka (sedma) - Sedma                 | - Die überall Gewesene (Sieben) - Siebener                      | - Aufgrund der Unterbaureihe .7 und ihrer sehr großen Verbreitung - Da sie die Unterbaureihe .7 erhielt |
|      | 375.0                       | Hrboun, Hrbatá                               | Bucklige                                                        | Aufgrund der schrägen Kesselbauart |
|      | 387.0                       | Mikádo                                       | Mikado                                                          | Aufgrund einer vermeintlichen Ähnlichkeit der Form des Schlotes mit einer hochgesteckten japanischen Damenfrisur                                                                                                   |
|      | 399.0                       | Litevka                                      | Litauerin                                                       | Aufgrund des Umstandes, dass diese Baureihe für Litauen gebaut und bestimmt war |
|      | 411.0                       | Zeměplaz                                     | Kriechtier                                                      | Aufgrund der niedrigen Bauform (Kessellage) sowie aufgrund der niedrigen Fahrgeschwindigkeit ein Vergleich zu einer kriechenden Fortbewegung                                                                       |
|      | 414.0                       | Heligón                                      | Helikon                                                         | aufgrund einer angenommenen Ähnlichkeit des Kobelschornsteines dieser Baureihe mit einem Helikon |
|      | 414.4                       | Prachárna                                    | Pulvermühle                                                     | Ähnliche Bezeichnung wie Kaffeemühle / Kafemlejnek |
|      | 422.0                       | Malý Bejček                                  | Kleiner Büffel                                                  | Aufgrund der Einstufung der Leistungsfähigkeit dieser eher kleinen Lokomotive |
|      | 423.0                       | Velký Bejček                                 | Großer Büffel Großer Stier                                      | Aufgrund der Einstufung der Leistungsfähigkeit dieser größeren Lokomotive |
|      | 431.0                       | Ventilovka                                   | Die mit dem Ventil                                              | Aufgrund der bei dieser Baureihe verwendeten Ventilsteuerung |
|      | 433.0                       | Skaličák                                     | Die aus Skalice                                                 | Wegen ihrer Stationierung in Skalice nad Svitavou |
|      | 434.1                       | Čtyřkolák                                    | Der Vierrädrige                                                 | Aufgrund ihrer vier Antriebsachsen |
|      | 434.2                       | - Dvojka - Čtyřkolák                         | - Zweier - Vierrädrige                                          | - Aufgrund der Unterbaureihe .2 - Aufgrund ihrer vier Antriebsachsen |
|      | 436.0                       | Švýcarka                                     | Die Schweizerin                                                 | Aufgrund der Lieferfirma, der Schweizerischen Maschinen und Lokomotivfabrik |
|      | 456.0                       | Krasin                                       | Krasin                                                          | Aufgrund eines Eisbrechers gleichen Namens und des Umstandes, dass sich diese Baureihe im Winterbetrieb 1927 / 1928 sehr bewährt hat.                                                                              |
|      | 464.0                       | - Ušatá - Bulík                              | - Die mit den Ohren - Jungbulle                                 | - aufgrund einer vermeintlichen Ähnlichkeit der Windleitbleche mit Ohren |
|      | 464.1                       | Ušatá (jednička)                             | Die mit den Ohren (Einser)                                      | wegen der signifikanten Windleitbleche |
|      | 464.2                       | Rosnička                                     | Laubfrosch                                                      | wegen der grünen Lackierung |
|      | 475.1                       | - Šlechtična - Pětasedma                     | - Fürstin - Fünfundsiebzigerin                                  | - galt als allerbeste – „fürstliche“ – Lokomotivbaureihe - aufgrund ihrer Baureihenbezeichnung |
|      | 476.0                       | Rudý Ďábel                                   | Roter Teufel                                                    | wegen der rotbraunen Lackierung |
|      | 477.0                       | Papoušek                                     | Papagei                                                         | aufgrund der auffälligen Lackierung |
|      | 486.0                       | Zelený Anton                                 | Grüner Anton                                                    | aufgrund ihrer grünen Lackierung |
|      | 498.0                       | Albatros                                     | Albatros                                                        | aufgrund der diesem Vogel vergleichbaren Eleganz und Geschwindigkeit |
|      | 498.1                       | - Albatros - Albatros jednička               | - Albatros - Einser-Albatros                                    | - aufgrund der diesem Vogel vergleichbaren Eleganz und Geschwindigkeit - aufgrund der diesem Vogel vergleichbaren Eleganz und Geschwindigkeit, ergänzt um die Unterbaureihe .1                                     |
|      | 524.1                       | - Pětikolák - Pětsetčtyřiadvacítka           | - Fünfrädrige - Fünfhundertvierundzwanziger                     | - Aufgrund ihrer fünf Antriebsachsen - aufgrund ihrer Baureihenbezeichnung |
|      | 534.0                       | Kremák                                       | Kremák (Kurzform für Krematorium)                               | Derber Scherz mit dem Hintergrund, die Rostfläche dieser Baureihe wäre so groß wie ein Krematorium |
|      | 555.0                       | Němka                                        | Deutsche                                                        | Aufgrund der Herkunft dieser Baureihe aus Deutschland |
|      | 555.3                       | Mazutka                                      | Masut-Brennerin                                                 | Masut ist ein Schwerölprodukt, die betreffende Baureihe wurde auf Schwerölfeuerung umgestellt |
|      | 556.0                       | - Štokr - Bugatka                            | - Stoker - Bugatka                                              | - Nach der Bezeichnung der in dieser Lokomotive angewendeten automatischen Brennstoffschickung - möglicherweise nach der Edel-Kraftfahrzeugmarke Bugatti: im Komfort an einen Bugatti erinnernd                    |

## Dampftriebwagen
| Bild | Baureihe | Bezeichnung (tschechisch/slowakisch) | Bezeichnung (deutsch) | Erklärung                                                       |
| ---- | -------- | ------------------------------------ | --------------------- | --------------------------------------------------------------- |
|      | M 124.0  | Komarek                              | Komarek               | nach dem Hersteller des Fahrzeuges, der Maschinenfabrik Komarek |